# مصطفى محمد عمر
مصطفى محمد عمر (مواليد 1972) هو رئيس منطقة الصومال الإقليمية في إثيوبيا ونائب رئيس الحزب الديمقراطي الصومالي وعضو في حزب الرخاء المشكل حديثًا في إثيوبيا بقيادة أبي أحمد رئيس وزراء إثيوبيا الحالي.
تم تعيين مصطفى في منصب الرئاسة في 22 أغسطس 2018 بعد أزمة سياسية أجبر فيها الجيش الإثيوبي عبدي محمود عمر على الاستقالة بعد مواجهة مع الحكومة المركزية. عمل عمر سابقًا كخبير اقتصادي وناشط وإنساني في مجال الأمن الغذائي (سبل العيش الرعوية والزراعية الرعوية)، والشراكة وتعبئة الموارد وأدوار التخطيط الاستراتيجي في مختلف المنظمات غير الحكومية. عمل سابقًا مستشارًا لمنسق الأمم المتحدة للشؤون الإنسانية في الصومال. عارض مصطفى بشدة سلفه عمر.

## التعليم والخبرة
التحق مصطفى بالمدرسة الابتدائية والمتوسطة في منطقة أوير بمنطقة جرار. انتقلت عائلته إلى دغابور حيث بدأ دراسته الثانوية في دغابور. التحق بجامعة أديس أبابا حيث حصل على درجة البكالوريوس في الاقتصاد. كما حصل أيضًا على درجة الماجستير في العلوم في الاقتصاد الزراعي من كلية شمال لندن.
أصبح مصطفى مدرسًا في كلية جيجيجا ثم تمت ترقيته لاحقًا إلى نائب مساعد. شغل منصب نائب مكتب التعليم الإقليمي الصومالي. عمل مع مؤسسات دولية غير حكومية في مناصب مختلفة مثل حماية الأطفال وأوكفام وأوشا. أثناء عمله في الأمم المتحدة كان من منتقدي الرئيس السابق للمنطقة الصومالية.